# Legea copilului (România)
Legea nr. 272/2004 privind protecția și promovarea drepturilor copilului (numită și Legea copilului) este legea care reglementează protecția copiilor în România. Legea este inspirată după modelul canadian, model care a fost luat în seamă și cu ocazia redactării noului cod civil al României. În anul 2004, la presiunile Uniunii Europene și ale baronesei Emma Nicholson, Guvernul României a emis această lege axată îndeosebi pe problematica adopțiilor de copii. Legea neglijează aspectul divorțurilor și nici nu a fost urmată de norme de aplicare, lăsând totul la latitudinea oamenilor din sistem.
Legea introduce o serie de noțiuni inovatoare cu privire la drepturile copilului și relațiile dintre copii și părinți, printre care: interesul superior al copilului, programul de legături personale (care extinde noțiunea de drept de vizită, care exista în legislația anterioară) și altele. Legea definește și abuzurile asupra copiilor enumerând responsabilitățile variatelor autorități în domeniul prevenirii abuzurilor precum și în domeniul protecției copiilor abuzați.

## Capitolele legii
Legea 272/2004 privind protectia si promovarea drepturilor copilului, republicata 2014, este structurata pe douăsprezece capitole: Capitolul I - Dispozitii generale si definitii, Capitolul II - Drepturile copilului, Capitolul III - Protectia speciala a copilului lipsit, temporar sau definitiv, de ocrotirea parintilor sai, Capitolul IV - Protectia copiilor refugiati si protectia copiilor in caz de conflict armat, Capitolul V - Protectia copilului care a savarsit o fapta penala si nu raspunde penal, Capitolul VI - Protectia copilului impotriva abuzului, neglijarii, exploatarii si a oricarei forme de violenta, Capitolul VII - Institutii si servicii cu atributii in protectia copilului, Capitolul VIII - Organisme private, Capitolul IX - Finantarea sistemului de protectie a copilului, Capitolul X - Reguli speciale de procedura, Capitolul XI - Raspunderi si sanctiuni, Capitolul XII - Dispozitii tranzitorii si finale.

## Drepturile părinților și ale copiilor ca membrii unei familii
- Dreptul de supraveghere
- Dreptul de găzduire a minorului
- Dreptul de vizită
- Dreptul de acces la minor
- Dreptul de corespondență între minor și persoanele semnificative din viața sa
- Autoritatea părintească
- Dreptul de acces la informațiile privitoare la minor
- Dreptul de decizie cu privire la bunăstarea copilului
- Dreptul bunicilor la legături personale
- Dreptul copilului de a fi informat despre persoanele semnificative din viața sa

## Probleme ale sistemului drepturilor copilului
A se vedea și Inițiativa de modificare a legii 272 realizată de către ARPCC, ANPDC și CSM
Deși legea 272 este în esență o lege bună sistemul drepturilor copilului este totuși incomplet. 
De-a lungul anilor a existat o tentativă nereușită a Asociației TATA de a îmbunătăți legea 272, în anul 2009. Inițiativa a fost respinsă de Parlamentul României. Aceeași inițiativă a fost reluată în anul 2011 de către Comisia pentru drepturile omului din Camera Deputaților, sub conducerea deputatului Nicolae Păun   ca urmare a scandalurilor legate de divorțul soților Irinel și Monica Columbeanu  precum și datorită necesității adaptării Legii 272/2004 noilor realități juridice generate de intrarea în vigoare a noului Cod civil.